# Youngman JNP6140
De Youngman JNP6140 is een low floor-autobus, geproduceerd door de Chinese busbouwer Youngman. De bus rolde in 2008 voor het eerst uit de fabriek en werd ontwikkeld om de concurrentie aan te gaan met de Europese vliegveldbusmodellen.

## Ontwerp
Het ontwerp van de bus komt sterk overeen met diens soortgenoten, zoals de Contrac Cobus COBUS en de Neoplan Airliner (nieuwe model). Toch zijn er verschillen qua uiterlijk. De bussen hebben een volledig lage vloer die zo laag mogelijk over de weg ligt, en zijn vooral gericht op zo veel mogelijk passagiers met bagage te kunnen vervoeren. Hiervoor hebben de meeste bussen zo weinig mogelijk stoelen en zo veel mogelijk staruimte. In tegenstelling tot andere bussen hebben deze bussen deuren aan beide zijdes van de bus.

## Inzet
De bus komt vooral voor in Aziatische landen. De meeste exemplaren rijden rond op Chinese vliegvelden.
| Land  | Vliegveld                                 | Aantal | Serie   | Opmerking |
| ----- | ----------------------------------------- | ------ | ------- | --------- |
| China | Internationale luchthaven Shenzhen Bao'an | ??     | 485, ?? |           |

## Verwante modellen
- Contrac Cobus COBUS
- King Long XMQ 6139B
- LAZ AeroLAZ
- MAZ-171
- Neoplan Airliner